# Имнадзе, Акакий Габриелович
Акакий Габриелович Имнадзе (груз. აკაკი გაბრიელოვიჩ იმნაძე; 1908 — 1982) — советский хозяйственный, государственный и партийный деятель.

## Биография
Родился в 1908 году. Член ВКП(б) с 1940 года.
С 1938 года - на хозяйственной, общественной и политической работе. В 1938-1953 гг. — в редакции газеты «Комунисти», «Заря Востока», в ЦК КП(б) Грузии, 1-й секретарь Хашурского районного комитета КП(б) Грузии, 1-й секретарь Клухорского районного комитета КП(б) Грузии, ответственный организатор Отдела партийных, профсоюзных и комсомольских органов ЦК КП(б) Грузии, 1-й секретарь Областного комитета КП Грузии Юго-Осетинской автономной области.
Избирался депутатом Верховного Совета СССР 3-го созыва.